# مقاطعة فامنين
مقاطعة فامنين (بالفارسية: شهرستان فامنین) هي مقاطعة تقع في همدان في إيران. يقدر عدد سكانها بـ 40,541 نسمة .